# استروفیل و استلا
اَستروفیل و اِسْتِلا (انگلیسی: Astrophel and Stella)

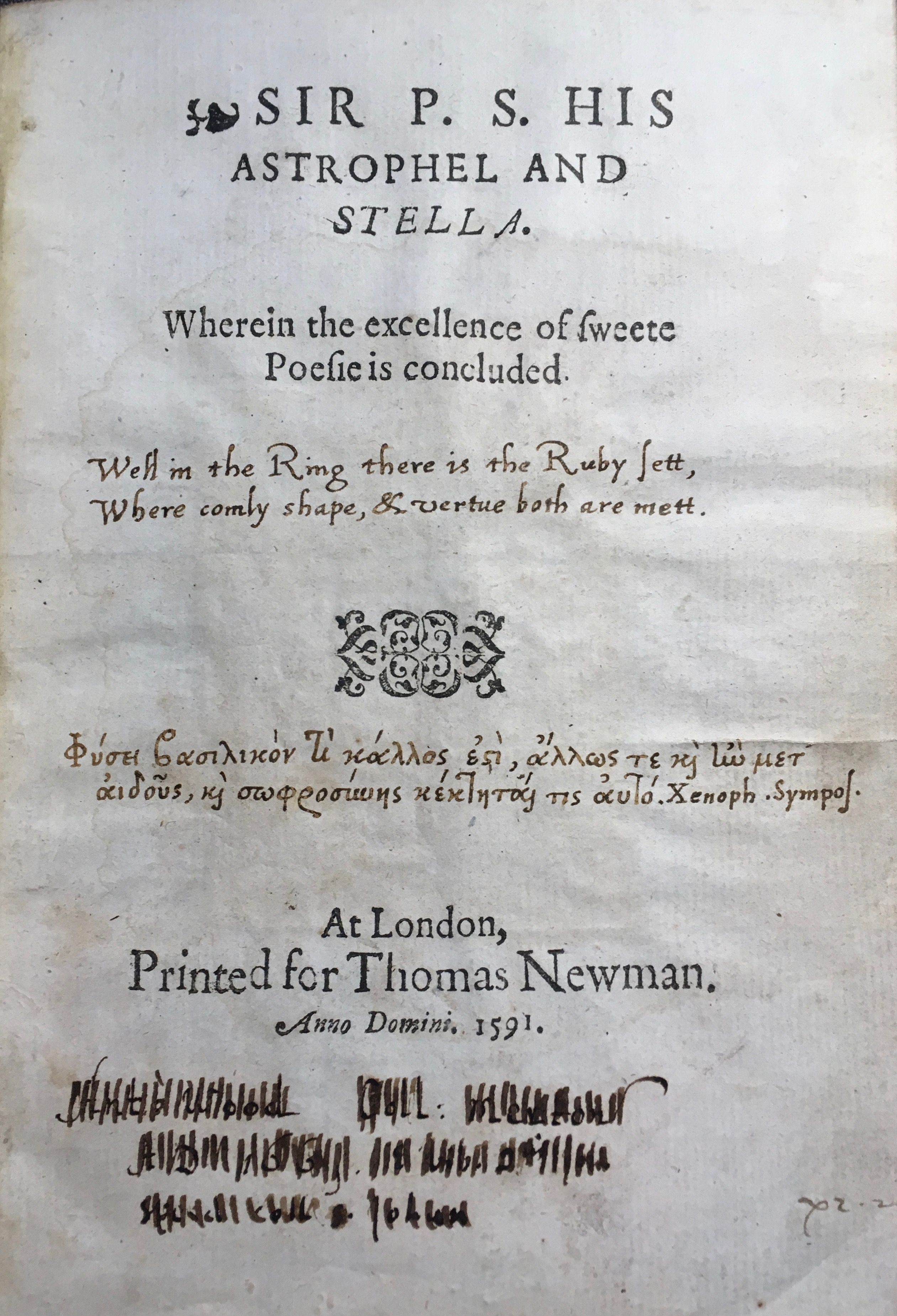
روی جلد چاپ اول استروفیل و استلا (۱۵۸۱).

یک توالی سونت به زبان انگلیسی است اثر فیلیپ سیدنی که در سال ۱۵۸۰ سروده شده و شامل ۱۰۸ سونت و ۱۱ ترانه است. در نام اثر، کلمهٔ استروفیل در زبان یونانی به معنای «دوست‌دار ستاره» است و کلمهٔ استلا در زبان لاتین به معنای «ستاره». سیدنی بخش‌هایی را از روایتی از فرانچسکو پترارک ایتالیایی به عاریه گرفته و همچنین کم‌وبیش الگوی قافیه‌ای پترارک را در اثر رعایت کرده.استروفل و استلا از نظر «وزن»، «آرایش قافیه»، و «معنایی» نقطهٔ عطفی در شعر انگلیسی زمان خود است.
راوی اثر استروفیل، جوان عاشقی است که داستان عشق خالصانه اما ناامیدش را نسبت به زن زیبای متأهلی تعریف می‌کند.
گفته می‌شود استروفیل و استلا ناظر به زندگی خود سیدنی و عشق نافرجامش به پنلوپه دوروو، دختر والتر دورو (نخستین اِرل در اسکس) است. سیدنی و پنلوپه قرار بوده ازدواج کنند ولی به دلایلی نامزدی به هم می‌خورد و پنلوپه با لرد رابرت ریچ ازدواج می‌کند.

## خلاصه
استروفیل در غزل شماره ۱ دلیل خود را برای نوشتن این اثر بیان می‌کند: استلا آنها را خواهد خواند، متوجه رنجی که می‌کشد خواهد شد و بر او دل خواهد سوزاند.
استروفیل در سونت شماره ۴۱ از استال تشکر می‌کند که با شکنجه کردن، الهام‌بخش او بوده‌است.
در سونت شماره ۷۴ سیدنی به موضوع استلا به عنوان
منبع الهامی برای شعر او و نه برای دالوری در اسب
سواری بازمی‌گردد.